# Дејвид Овен
Дејвид Ентони Левелин Овен, Берон Овен (познат и као Лорд Овен, на енглеском: The Right Honourable Dr. David Anthony Llewellyn Owen, Baron Owen of the City of Plymouth; 2. јула 1938) је британски политичар.
1981. године је био један од оснивача Социјал-демократске партије и био је лидер те партије од 1983. до 1987. године, као и вођа реформисане партије од 1988. до 1990. године. Он је такође био најмлађа особа као Секретар спољних послова од 1977. до 1979. године.
Ожењен је Дебором Овен.